# مرکز ژیمناستیک آریاکه
مرکز ژیمناستیک آریاکه (به ژاپنی: 有明体操競技場) یک سالن ورزشی در توکیو، ژاپن است.
این سالن که در منطقه کوتو-کو قرار دارد در سال ۲۰۱۹ ساخت آن به پایان رسیده و میزبان مسابقات ژیمناستیک بازی‌های المپیک تابستانی ۲۰۲۰ است. آریاکه ۱۲٬۰۰۰ نفر ظرفیت و ۳۹٬۳۰۰ مترمربع مساحت دارد.

## نگارخانه

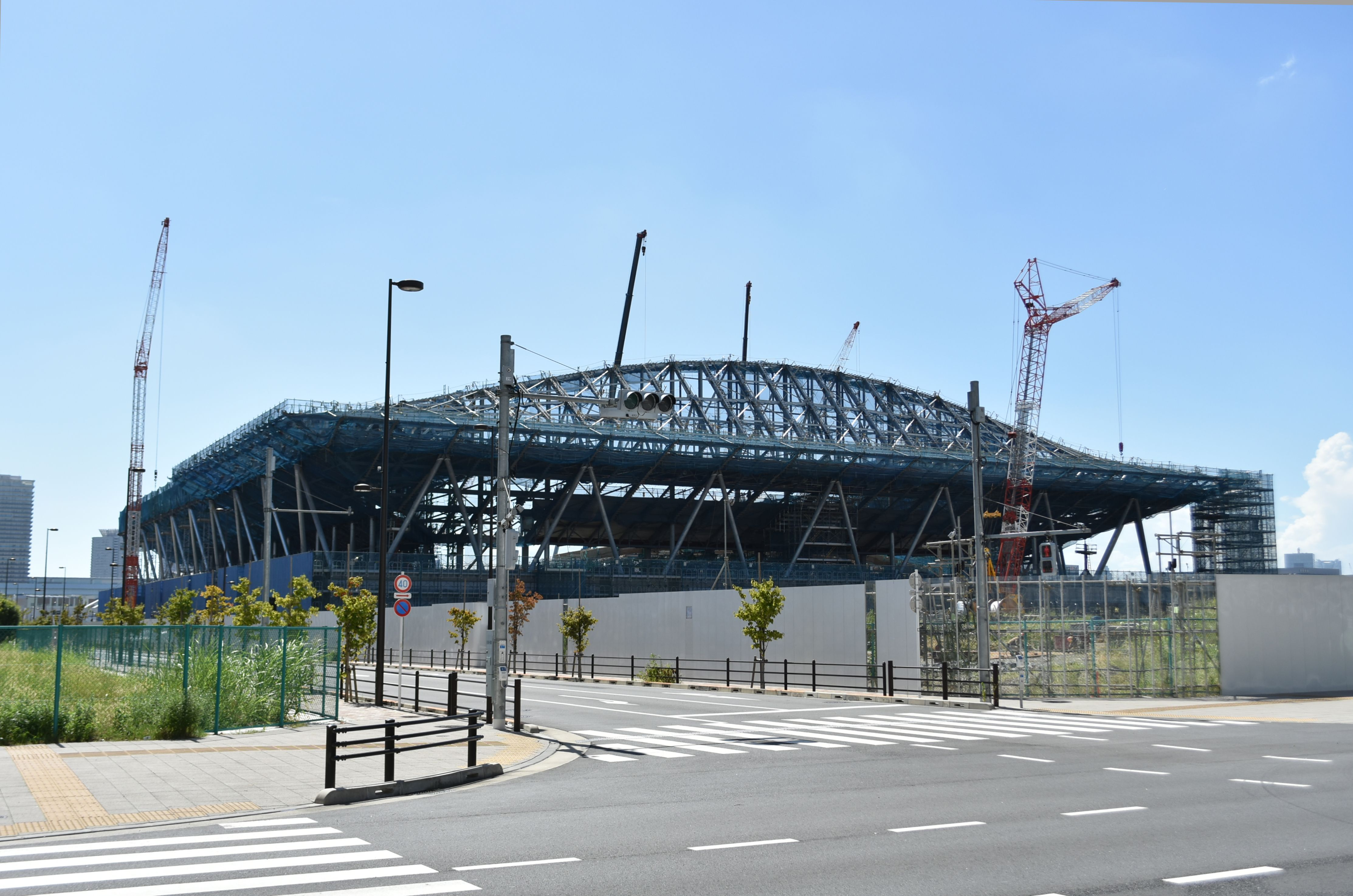
در حال ساخت، ۲۰۱۸
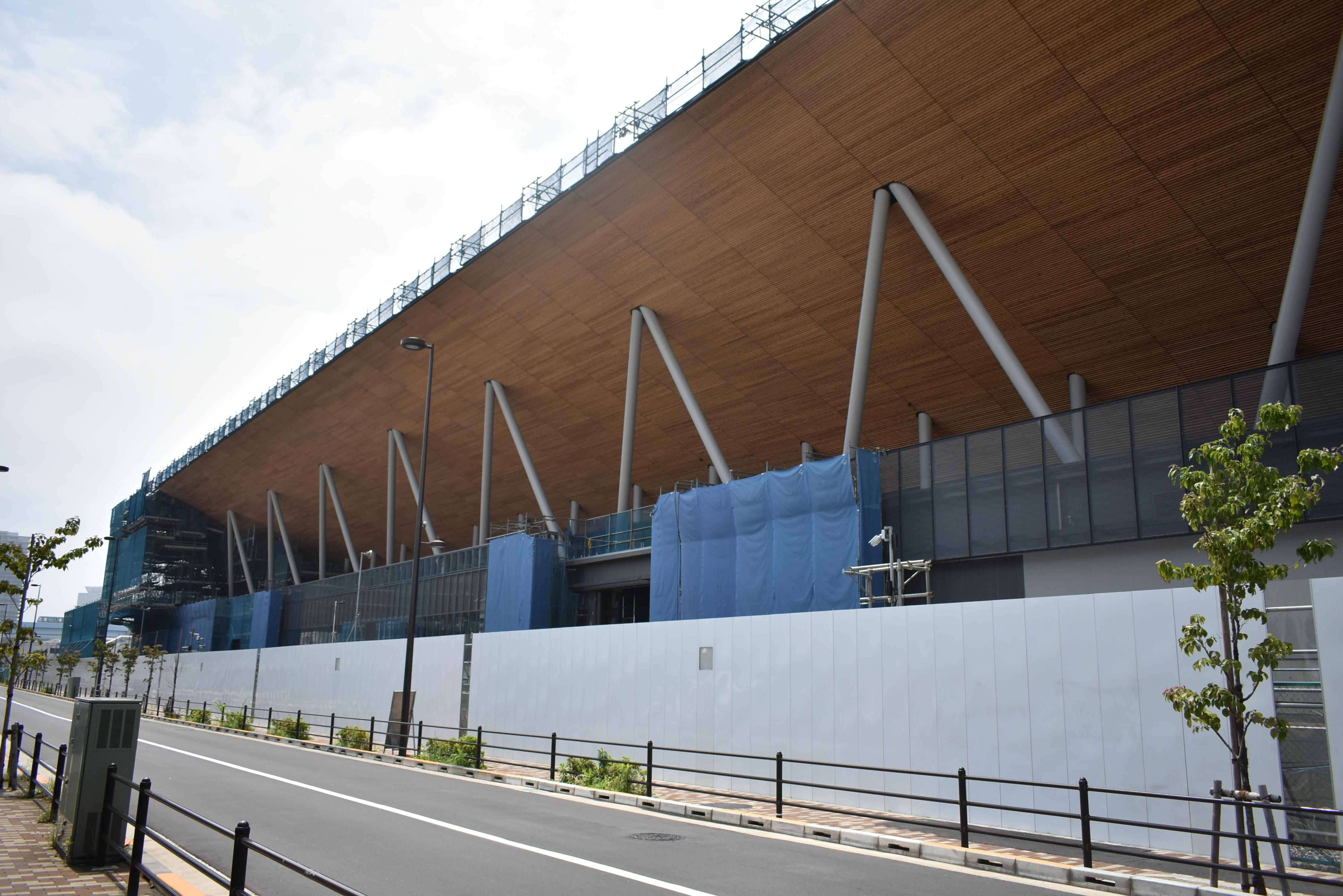
۲۰۱۹
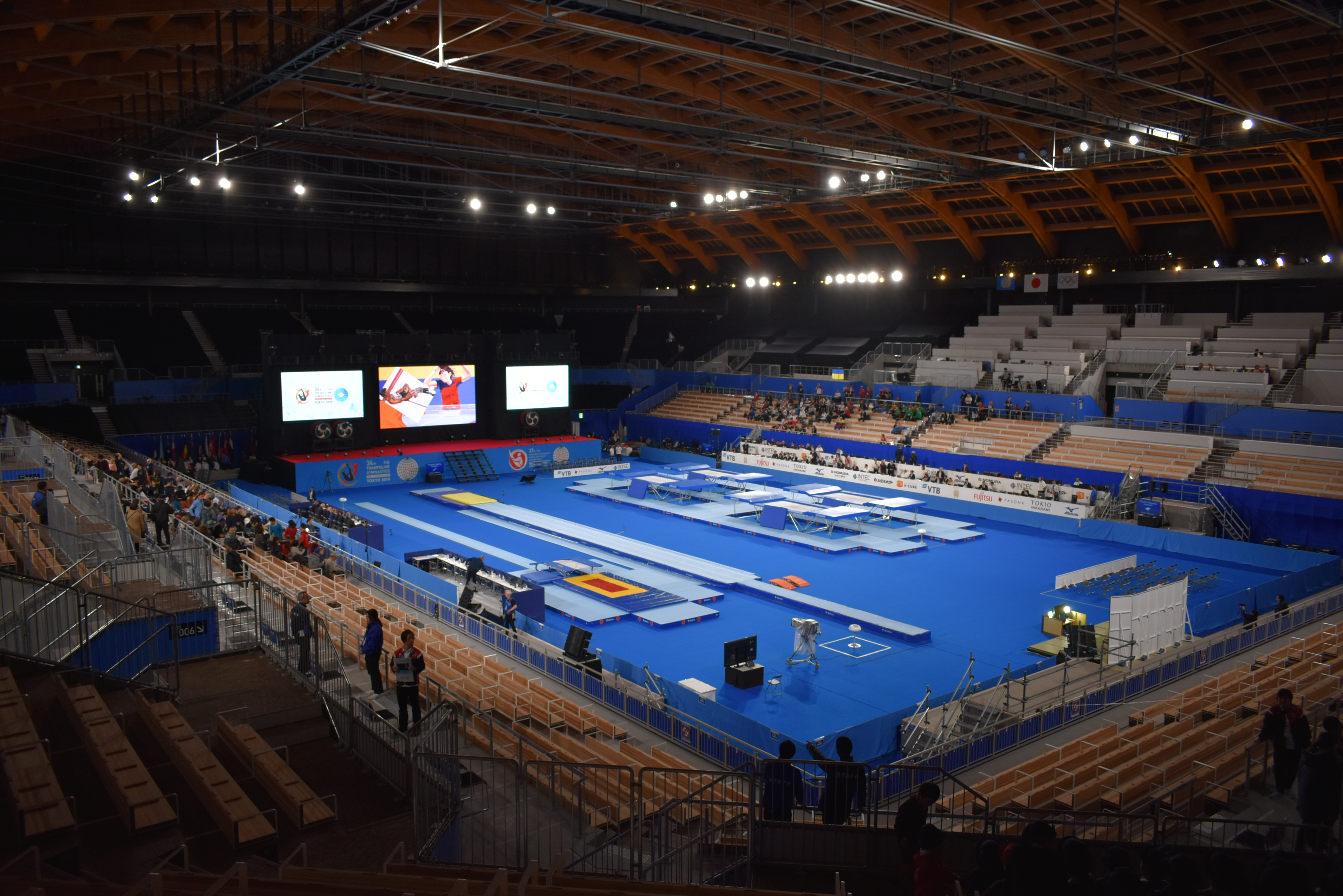
داخل ورزشگاه
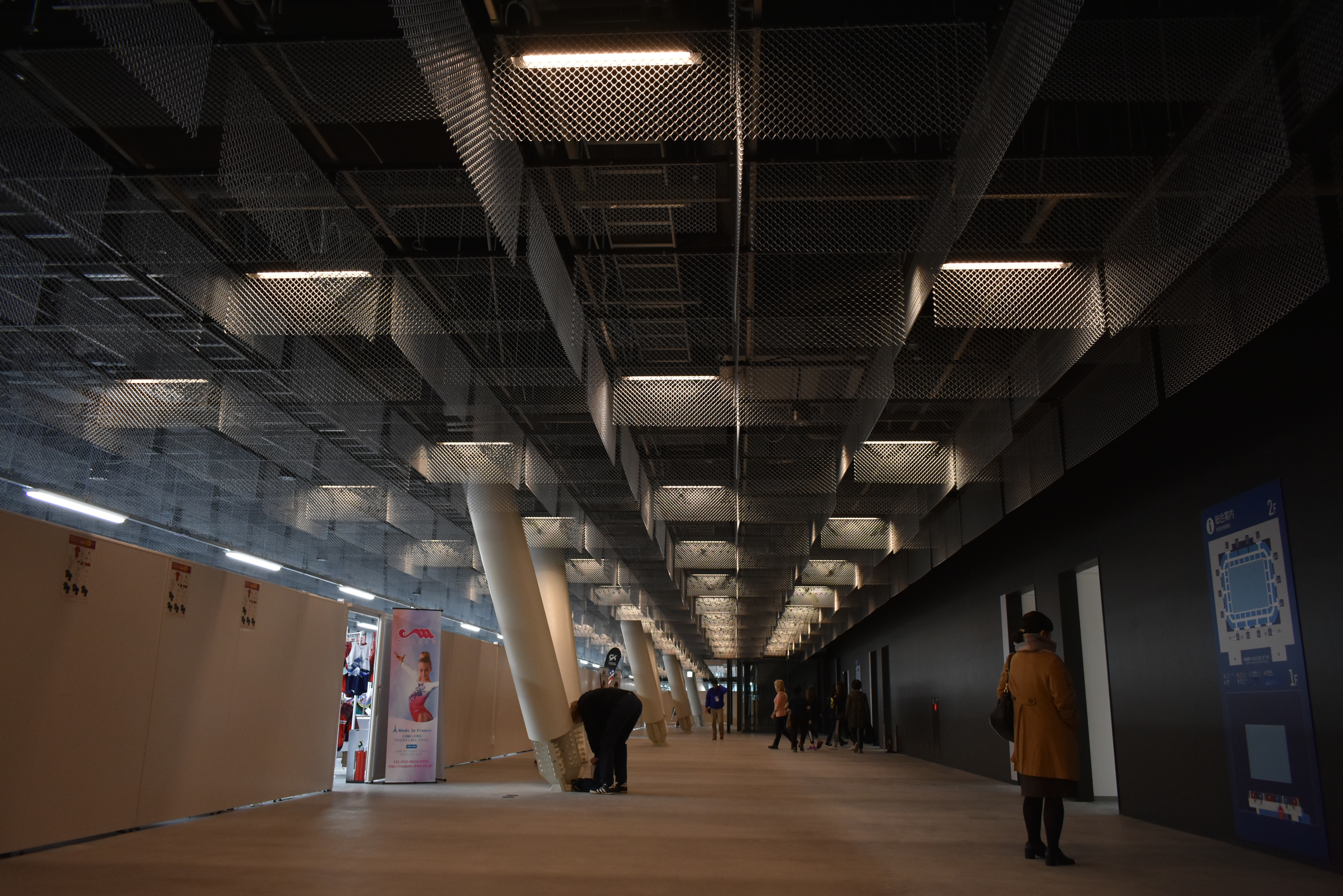